# 119. østlige længdekreds
Den 119. østlige længdekreds (eller 119 grader østlig længde) er en længdekreds, der ligger 119 grader øst for nulmeridianen. Den løber gennem Ishavet, Asien, det Indiske Ocean, Australasien, det Sydlige Ishav og Antarktis.